# Hendrik Jan Pieter Textor
Hendrik Jan Pieter Textor (Schiedam, 22 januari 1847 – Schiedam, 3 juli 1929), ook bekend als H.J.P. Textor, was een Nederlands organist en beiaardier.
Hij was zoon van muziekmeester, organist en beiaardier Jean Pierre Textor en Hilletje van Grevengoed, wonende aan de Boterstraat. Broer Johan Christoffel Textor werd eveneens organist. Hijzelf trouwde in 1888 met Jacoba Elisabeth Schultz. Hendrik Textor is de oom van Karel August Textor.
Hij kreeg zijn opleiding aan de Muziekschool van de Maatschappij tot Bevordering der Toonkunst. Zijn leraren waren Samuel de Lange sr. op orgel en Joh.H. Sikemeier op piano. Hij werd vervolgens in 1862 organist van de Lutherse Kerk en in 1875 van de Grote of Sint-Janskerk te Schiedam.
Textor bespeelde jarenlang een eeuwenoud orgel rond 1550 gebouwd door Hendrik Niehoff, maar dat was in de jaren tien na eeuwen gebruik en allerlei aanpassingen op. Textor wendde zich tot de Schiedamse bouwer Adriaan Willem Jacobus Standaart, verantwoordelijk voor meerdere orgels in en om Schiedam. Eigenlijk werd het gehele orgel vervangen op een enkele baarpijp na. Het wordt achteraf gezien als een miskleun. Het orgel zou het in tegenstelling tot dat van Niehoff slechts enkele jaren volhouden, in 1971 moest het opnieuw vervangen worden. 
Volgens het Rotterdamsch Nieuwsblad was Hendrik onderdeel van enkele generaties stadsbeiaardiers in Schiedam. Opa Christoffel Textor was beiaardier van 1791 tot 1815, vader Jean Pierre van 1816 tot 1875. Hendrik werd in 1916 opgevolgd door Ferdinand Timmermans. Zoals gebruikelijk was de stadsorganist en -beiaardier jarenlang docent aan de plaatselijke muziekschool. 
Textor werd na toch een lang ziekbed 82 jaar; hij was al enkele jaren met pensioen. Hij werd vanuit zijn woning aan Singel 82 begraven op de Algemene Begraafplaats Schiedam. 